# Cristiano Barbosa
Cristiano Guilherme Borro Barbosa (* 11. Oktober 1976 in Adamantina, São Paulo) ist ein brasilianischer römisch-katholischer Geistlicher und Weihbischof in Boston.

## Leben
Borro Barbosa erwarb an der Universidade do Sagrado Coração in Bauru das Lizenziat in Philosophie. Im Anschluss erwarb er einen Master in Psychologie an der Pontifícia Universidade Católica de Minas Gerais in Belo Horizonte. Am 22. Dezember 2007 spendete ihm Bischof Luiz Antônio Guedes die Priesterweihe für das Bistum Bauru.
2008 wurde er als Kaplan für die brasilianisch-portugiesische Gemeinschaft in das Erzbistum Boston entsandt. 2019 wurde er Pfarrvikar zweier Pfarreien in Cambridge und erwarb das Lizenziat und den Doktortitel in Theologie am Boston College. Anschließend wurde er Pfarrvikar in Lowell. 2020 wurde er Fakultätsmitglied am Pope John XXIII National Seminary in Weston und am Saint John Seminary in Brighton. 2021 wurde er in das Erzbistum Boston inkardiniert. 2023 wurde er zum Bischofsvikar der Zentralregion und zum Sekretär für Evangelisierung ernannt.
Am 9. Dezember 2023 ernannte ihn Papst Franziskus zum Titularbischof von Membressa und Weihbischof in Boston. Der Bostoner Erzbischof Seán Patrick Kardinal O’Malley OFMCap spendete ihm am 3. Februar des folgenden Jahres in der Kathedrale von Boston die Bischofsweihe. Mitkonsekratoren waren die Bostoner Weihbischöfe Robert Reed und Mark O’Connell. Sein Wahlspruch lautet Ut unum sint (deutsch: Dass sie eins seien).